# 단면적 (물리학)
물리학에서 단면적(斷面積, cross-section)은 어떤 산란 과정이 일어날 확률을 나타내는 물리량으로, 넓이의 단위를 가진다. 기호는 그리스 문자 시그마({\displaystyle \sigma }). 그 국제 단위는 제곱 미터(m2)이나, 물리학에서 다루는 단면적은 매우 작으므로 보통 100 제곱 펨토미터에 해당하는 단위인 반(b)을 쓴다.

## 정의
고전적으로, 입자빔이 단위 면적 및 단위 시간당 {\displaystyle I_{0}}개의 입자를 입사시킨다고 하자. 이 입자빔이 원점 근처에 국한된 퍼텐셜에 의하여 산란되어 구면 좌표로 {\displaystyle (\theta ,\phi )} 방향으로 산란되어 단위 입체각 및 단위 시간당 {\displaystyle I_{1}}개의 입자를 산란시킨다고 하자. 그렇다면 {\displaystyle (\theta ,\phi )} 방향의 미분 단면적(微分斷面積, differential cross-section) {\displaystyle d\sigma /d\Omega }는 다음과 같다.
{\displaystyle {\frac {d\sigma }{d\Omega }}={\frac {I_{1}}{I_{0}}}}.
미분 단면적은 넓이 매 입체각의 단위를 가진다. 즉, 그 국제 단위는 제곱 미터 매 스테라디안(m2/sr)이다.
총단면적(總斷面積, total cross-section) {\displaystyle \sigma }는 모든 입체각에 대하여 미분 단면적을 적분한 것이다. 즉, 다음과 같다.
{\displaystyle \sigma =\int _{0}^{2\pi }\int _{0}^{\pi }{\frac {d\sigma (\theta ,\phi )}{d\Omega }}\sin \theta \,d\theta \,d\phi }.
총단면적은 넓이의 단위를 가진다. 고전적으로, 어떤 단단한 물체에 작은 점입자를 쏠 때 그 총단면적은 물체의 기하학적인 단면적과 같다. 예를 들어, 물체가 반지름이 {\displaystyle r}인 구라면 그 단면적은 {\displaystyle \pi r^{2}}이다.
양자역학에서는 미분 단면적은 파동 함수의 산란 진폭의 절댓값의 제곱으로 나타낼 수 있다.

## 같이 보기
- 단면
- 유속
- 입자 검출기
- 러더퍼드 산란
- 산란 진폭